# Şərur (Stadt)
Şərur ist eine Stadt in Aserbaidschan und Hauptort des Bezirks Şərur in der Autonomen Republik Nachitschewan. Şərur hat 7.400 Einwohner (Stand: 2021). 2014 betrug die Einwohnerzahl etwa 7.100.

## Geschichte
Der Ort entwickelte sich mit dem Bau der Eisenbahnstrecke von Naxçıvan nach Armenien zu Anfang des 20. Jahrhunderts. Damit übernahm sie von der nahen Stadt Yengijar die Bedeutung als Zentrum der Region. In dieser Zeit wurde der Ort Verwaltungssitz eines Ujesds des Gouvernements Eriwan des Russischen Reiches unter dem Namen Basch-Noraschen (armenisch Նորաշեն, Noraschen für „Neues Dorf“). Trotz des armenischen Namens waren bereits in dieser Periode die meisten Bewohner Aserbaidschaner (bei der Volkszählung 1897 knapp 60 %).
Später wurde der Ortsname zu Noraschen verkürzt. Am 11. November 1948 erhielt es den Status einer Siedlung städtischen Typs und am 26. Mai 1964 den Namen Iljitschowsk (russisch Ильичёвск; aserbaidschanisch İliç) nach dem Patronym von Wladimir Iljitsch Lenin. 1981 wurden die Stadtrechte verliehen. Seit 1991 trägt die Stadt den heutigen Namen nach der alten Bezeichnung des umliegenden Gebietes.

## Kultur
In der Stadt befindet sich eine kürzlich errichtete Moschee sowie ein Museum. Außerdem gibt es zwei Parks und ein Kino.

## Verkehr
Şərur hat einen Bahnhof an der 1908 eröffneten Bahnstrecke Jerewan–Dscholfa. Der Eisenbahnverkehr in Nachitschewan ist aber eingestellt, da die Verbindung zum übrigen aserbaidschanischen Eisenbahnnetz nur über durch Armenien verlaufende Strecken besteht.
Es verkehren Busse.

## Partnerstädte
- Iğdır, Türkei